# خيل عربية

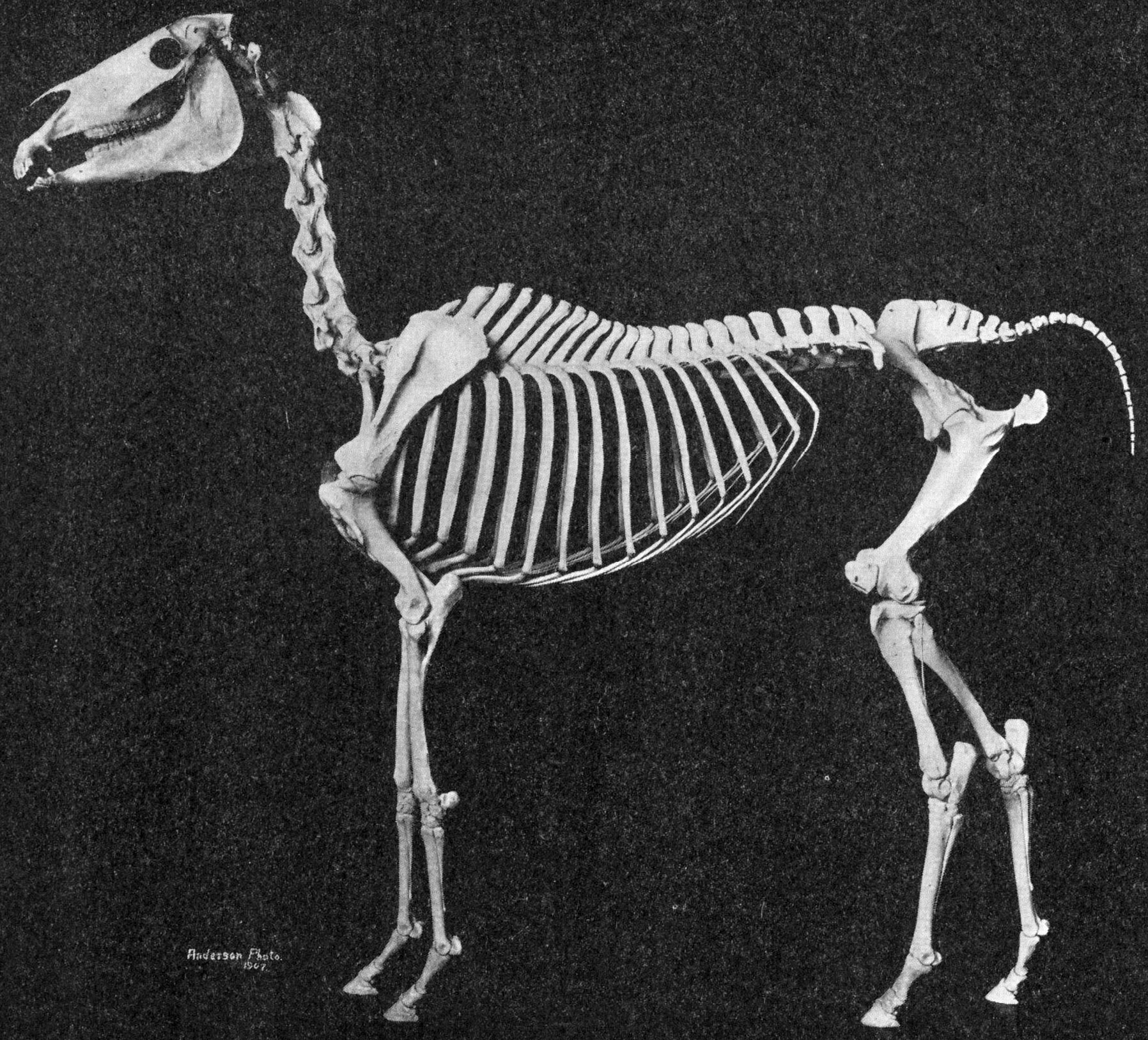
الهيكل العظمي للحصان العربي

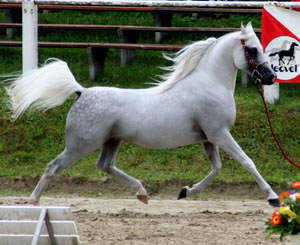
حصان عربي

الخيل العربي الأصيل هو من سلالات الخيول الخفيفة في العالم وأصل هذه السلالة من شبه الجزيرة العربية، والخيول العربية تتميز برأسها المميز وذيلها المرتفع وتعدّ بذلك واحدة من الأنواع التي من السهل التعرف عليها عبر العالم، وهي واحدة من أقدم سلالات الخيول وأفضلها وقدرتها على الركض لمسافات طويلة وجمالها الملفت للنظر، فالأدلة الأثرية ترجع أصول الخيول العربية إلى أكثر من 4500 سنة، فعلى مر العصور، بدأت الخيول العربية من قلب الجزيرة العربية وانتشرت في باقي بلدان العالم، إما عن طريق التجارة أو الحروب، كما تستخدم للتناسل مع السلالات الأخرى لتحسين قدرات تلك السلالات على الصبر والدقة والسرعة، وتمتلك عظامًا قوية ودمًا عربيًا أصيلًا، لذلك تعدّ الخيول العربية الأكثر حضورًا حاليًا في سباقات ركوب الخيل في دول العالم.
الخيول العربية نشأت في الصحراء على يد البدو العرب الرحل، وغالبا ما كانت تعيش معهم في الخيام لتوفير المأوى والحماية، هذا الإرتباط الوثيق بينها وبين البشر جعلها أكثر تعلمًا وطاعةً لهم، حيثُ كانت تستعمل في الحروب، وهذا ما يدفع مربي الخيول حاليا للإلتزام في التربية مع الخيول العربية بنفس الطريقة التقليدية المعتمدة على الإحترام.
انضباط هذه الخيول جعلها تعدّ من أقوى السلالات في مسابقات الفروسية والعديد من المجالات الأخرى، وهي واحدة من أكبر عشر سلالات الخيول الأكثر شعبية في العالم، بما في ذلك الولايات المتحدة الأمريكية، وكندا، وبريطانيا، وأستراليا، وأوروبا، وأمريكا الجنوبية (خصوصًا في البرازيل)، وأرضها الأصلية شبه الجزيرة العربية وانتشرت في الشرق الأوسط وشمال إفريقيا.

## صفات السلالة

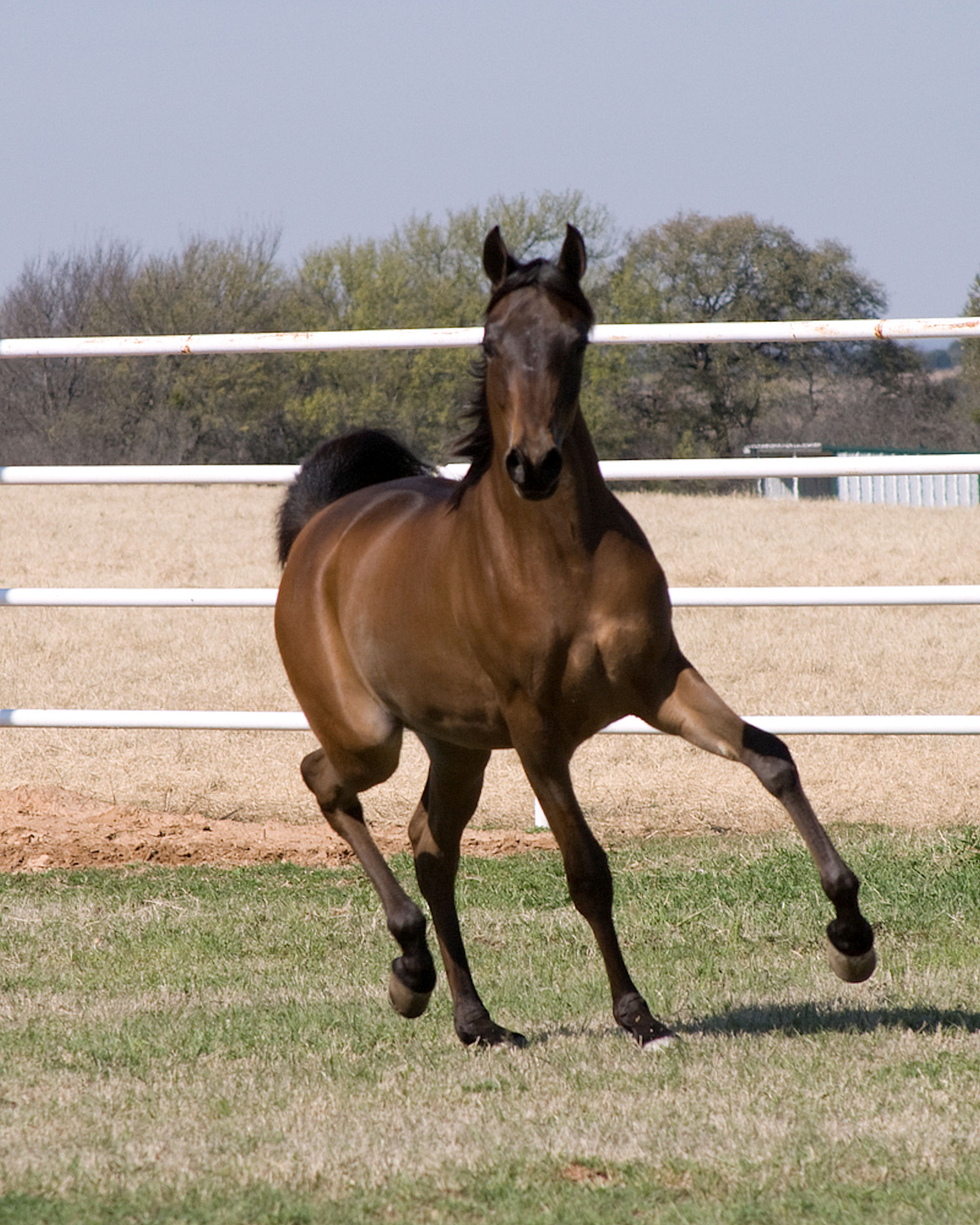
الخيل العربي

من السمات الأساسية للخيل العربية أنَّ لها رأساً طويلاً وجبهة عريضة ومنخرين كبيرَيْن وفماً صغيراً، ومعظمها تبدو وكأنَّ جسمها مُقعَّر. للكثير من الخيول العربية كذلك حدبةٌ بسيطةٌ بين عينيها، وهي جيبٌ يعتقدُ أنَّه كان يساعدُ هذه الحيوانات في التعايش مع الطقس الصحراوي القاسي الذي يعودُ أصلُها له. ومن السّمات الأخرى المُميّزة للخيل العربية عن سواها أن عنقها ذات شَكْل مُقوَّسٍ، وأن لها قصبة هوائية كبيرة، وقد كان يُسمِّيها العرب «المتبة»، وكُلَّما طالت كُلَّما استحسنوا الخَيْل أكثر، وذلك لأنَّ طولها يسمحُ بإطالة اللّجام وتسهيل ركوب الخيل والسَّيْر به.

## المواصفات

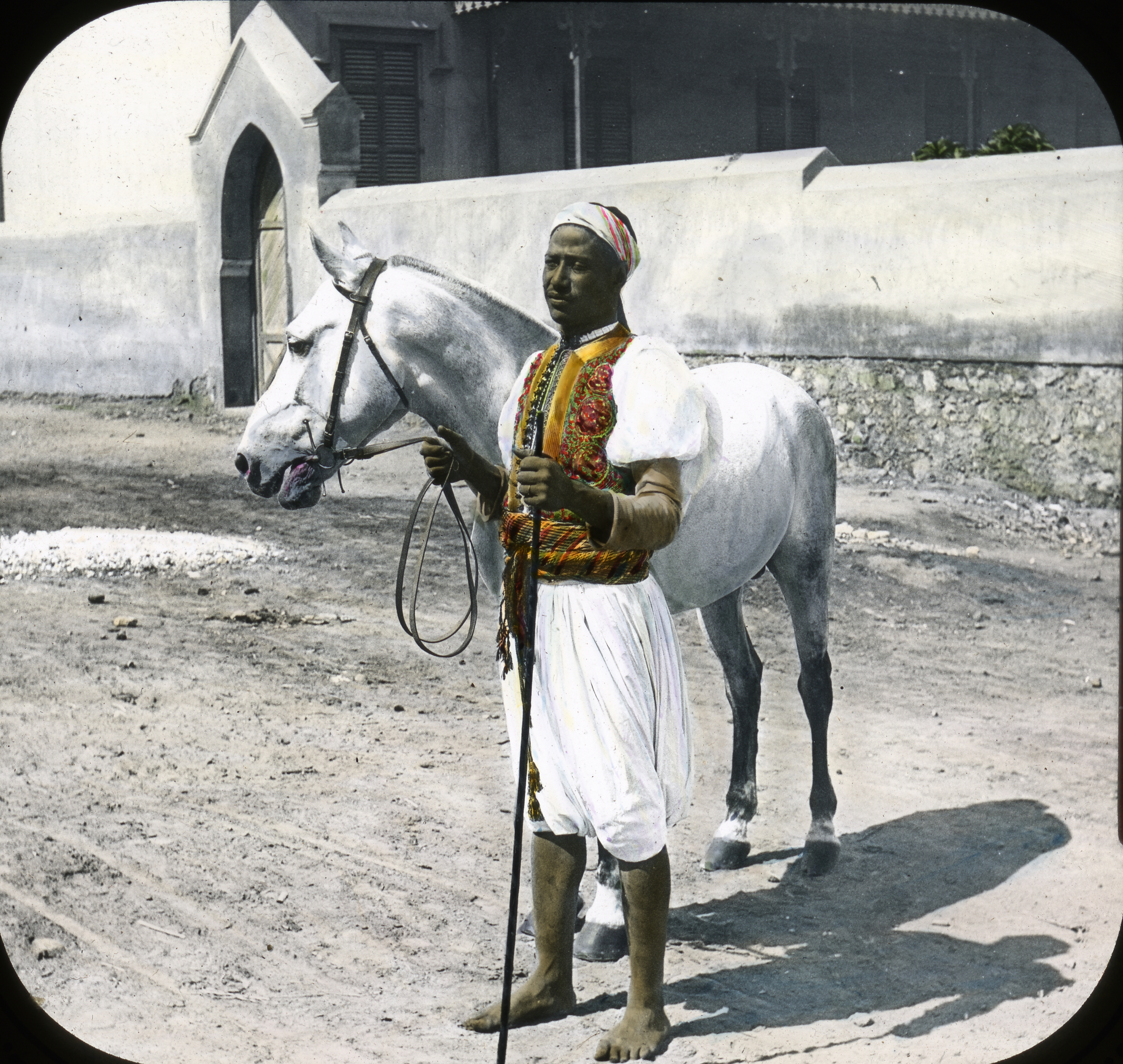
مشهد من القاهرة فيه حصان عربي وسايس

يعد الحصان العربي الأصيل في أعلى درجات الأصالة من حيث جمال الشكل الخارجي، إذ أن جذعه روعة في التناسق والانسجام، ومربع الشكل وكأنه خلق خصيصاً ليركبه الفارس. يتراوح ارتفاع الجواد العربي من 150 إلى 160 سم بمعدل 155 سم، وقد تصادف حصاناً عربياً أصيلاً لا يتجاوز ارتفاعه 145 سم. لونه رمادي أو أشهب أو بني، أو أسمر، أو أشقر، أو أسود. رأسه صغير ونحيف جميل التكوين يوحي بالأصالة والرشاقة، متجانس مع العنق وبقية الجسم،
قصبة الأنف معفرة بعض الشيء وهذه ميزة خاصة به تزيده رونقاً وجمالاً، منخراه واسعان رقيقان، عيناه كبيرتان واسعتان تشعان بالحيوية، جلده شديد النعومة. أما ظهره فهو غني بالعضلات، أفقي قصر عريض (فسيح)، والصدر واسع يشير إلى سعة رئتيه، وبالتالي زيادة قدرته على تحمل الجهد. وتجدر الإشارة أيضاً أن العمود الفقري عند الحصان العربي يختلف عن باقي الخيول فعدد الفقرات القطنية أقل بفقرة أو فقرتين في الحصان العربي عن غيره من الخيول. ويتميز الجواد العربي بغزارة تعُّرقه، وحسن تكوين وتموضع ذيله المرتفع.
وعند العدو السريع يرتفع الذنب جانبياً كالعلم فيعطي الحصان مسحة رائعة من الجمال.أما الأطراف فهي جيدة التكوين متينة بارزة الأوتار تنتهي بحافر مدور صغير وصلب شديد المقاومة، ويمتاز هذا الحصان بمشية طليقة، واضحة، مميزة فيها الكثير من الرونق والخيلاء. ومع أن هذا الحصان هو عنوان الشجاعة، ويملك قدرة هائلة على المقاومة والاحتمال فإنه في الوقت ذاته شديد الاعتماد على نفسه، ولا يتطلب مزيداً من العناية، والاهتمام فهو يتحمل الجوع، والعطش بشكل مذهل، كما يقاوم الحر والقر مهما اشتدت درجتيهما.
والحصان العربي الأصيل يحب الموسيقا ويتمايل على أنغامها، كما أنه يتصف بالذكاء وقوة الذاكرة، فهو لا ينسى مدربيه والأماكن التي يمر بها، ومن صفاته أيضا الصحة الجيدة التي تتمثل بسرعة التئام الجروح و الكسور بالاضافة للخصوبة العالية، فهو لا يفقد القدرة على الانجاب حتى لو تقدم في السن.

## الصفات العضوية الرئيسة للخيول العربية الأصيلة
- الآذان: صغيرة ورقيقة الأطراف ومتقاربة وقائمة.
- العيون: واسعة براقة تنم عن ذكاء وانتباه ولطف وصفاء.
- الجبهة: عريضة محدبة تنحدر إلى طرف دقيق للأنف بشكل مقعر عند الخطم.
- المنخران: واسعان، رقيق ما حولهما من الجلد.
- الذيل: عال الارتكاز قصير العسيب.
- الرقبة: مقوسة وطويلة.
- الظهر: يتميز الظهر بأنه قصير حيث يبلغ عدد فقرات ظهر الحصان العربي 23 فقرة بينما يبلغ عدد الفقرات في السلالات الأخرى 24 فقرة.[5]
- الجلد: صافي أسود اللون تحت الشعر، وهو ذو لون زهري.
- العلامات (التحجيل) رقيق.
- الشعر: رقيق ناعم براق وقصير.
- الارتفاع عند الحارك: ما بين 145 ـ 160 سم بمتوسط 150 سم.
- الوزن: يتراوح بين 360 إلى 450 كيلو غرام.[5]
- الهيكل الجسدي: يميل إلى الشكل المربع تقريباً، ذو دوائر، متناسق ومتوازن بشكل طبيعي.

هناك اهتمام عالمي بالخيول العربية وبأنسابها للتأكد من أصالتها. وقد كتب أوروبيون عنها خصوصا خلال القرن التاسع عشر ومنهم المستكشف الإيطالي كارلو جوارماني. فقد كتب كتابا عنوانه الخمسة طلب منه على إثرها ملكا فرنسا وإيطاليا منه انتقاء وشراء أفضل الخيول العربية وأكثرها أصالة. ويتحدث غوارماني في كتابه عن الأصول الخمسة للحصان العربي وهي: كحيلان، عبيان، صقلاوي، حمداني، وهدبان.

## أشهر الخيول العربية
أشهر الخيول العربية على مستوى العالم ثلاث وهي:
- الحصان جودولفين (بالإنجليزية: Godolphin)
- الحصان دارلي أرابيان (بالإنجليزية: Darley Arabian)
- الحصان بيرلي تورك (بالإنجليزية: Byerley Turk)

وسبب ذلك أن جميع خيول السباق اليوم من نسلها حين زاوجوها بالخيل الإنجليزية، حيث نتج عن ذلك فئة جديدة من الخيل المهجن الأصيل الثوروبريد.
كما يوجد مزارع الآن تهتم بالخيول العربية في مختلف دول العالم.

## التربية عبر التاريخ

### في العالم القديم
خيول الحرب كانت موضوعات رسم شائعة في مصر القديمة وبلاد الرافدين، وكانت تمتاز بالوجوه المقعرة والذيول المرفوعة. وتظهر في الرسومات عادة تجر المركبات الحربية أو تستخدم في الصيد. الخيول ذات السمات الشرقية ظهرت في الأعمال الفنية شمالاً كما في حضارة الإغريق والإمبراطورية الرومانية. رغم ذلك لم يظهر اسم الحصان العربي في الشرق الأدنى القديم إلا مؤخراً. (أول ظهور لمسمى الحصان العربي كان في بلاد فارس حوالي 500 عام قبل الميلاد. هذه الأحصنة شبه العربية تشارك الحصان العربي المعاصر في العديد من السمات منها: السرعة، الاحتمال والجلد، والدماثة. مثال ذلك، تم الكشف عن هيكل حصان في سيناء - يعود إلى 1700 عام قبل الميلاد- يعتقد بأنه أقدم دليل على وجود الحصان في مصر القديمة. ربما يكون قد دخل مع الغزاة الهكسوس الذين كانوا تحت حكم وتأثير الهندو-أوروبيين وهم أول من دجنوا وروضوا الأحصنة ونقلوها إلى الشرق. لهذا الهيكل رأس دقيق، ومأخذ كبير للعين، وأنف صغير، وهي ذات صفات الحصان العربي.

### في التاريخ الإسلامي
بعد الهجرة عام 622 م انتشر الحصان العربي في العالم المعروف آنذاك، وأصبحت سلالة معروفة ومنفصلة. وقد لعبت دورا متميزاً في تاريخ الشرق الأوسط وتاريخ الإسلام. بحلول عام 630 م انتشر الإسلام في الشرق الأوسط وشمال أفريقيا. عام 711 م وصل الفتح الإسلامي أسبانيا، وسيطر المسلمون على أغلب شبه جزيرة أيبيريا عام 720 م. كانت خيول الفاتحين أنواع متنوعة من الأجناس الشرقية، منها الحصان البربري والحصان العربي.
انتشر منه الحصان العربي عن طريق آخر هو الدولة العثمانية التي ظهرت عام 1299 م. بالرغم من عدم سيطرتها على كامل شبه الجزيرة العربية، إلا أنها امتلكت العديد من الأحصنة العربية من خلال التجارة، والدبلوماسية والحروب. كما شجع العثمانيون مزارع الاستيلاد الخاصة من أجل ضمان امدادات الخيول. الولاة العثمانيون، مثل محمد علي باشا قاموا بتجميع خيول عربية نقية أصيلة. تشير السجلات القديمة إلى مزرعة الناصري، التي أنشأها سلطان مصر المملوكي الناصر محمد بن قلاوون (1290-1342) والذي قام باستجلاب واستيلاد العديد من الخيول العربية في مصر. تشير سجلات إلى عمليات الشراء، كما تصف العديد من هذه الخيول وسماتها. أودعت السجلات في مكتبته والتي أصبحت موضعا للدراسات لاحقاً. من خلال العثمانيين، خضعت الخيول العربية للبيع والتجارة، وأحياناً كانت هدايا دبلوماسية للأوربيين ولاحقا للأمريكيين.

### في مصر
ظلت مصر تاريخياً لفترات طويلة تستجلب الخيول العربية من صحراء فلسطين والجزيرة العربية عوضاً عن كونها مصدراً للخيول النقية الأصيلة.
في القرن الثالث عشر قام السلطان الناصر محمد بن قلاوون والسلطان الظاهر برقوق باستيراد العديد من الخيول من الجزيرة العربية. أما محمد علي باشا، فقد أنشأ مزرعة استيلاد في بداية القرن التاسع عشر عن طريق استيراد عدد قليل من أنقى السلالات العربية من شبه الجزيرة العربية وذلك بعد عام 1811. استمر من بعده ابنه إبراهيم باشا ثم حفيده عباس حلمي الأول في الاستيراد والاهتمام بسلالات الخيول العربية الأصيلة. لم يكن إلهامي باشا بن عباس حلمي بنفس الاهتمام بالخيول العربية وقام ببيعها، وقام علي باشا شريف بشراء معظمها والاهتمام بها، وبلغ عددها عند وفاته 400 وقد بيعت بمزاد علني. كان معظم مربى الخيول المصريين من العائلة المالكة مثل الخديوي عباس حلمي الثاني، الأمير أحمد كمال، الأمير محمد على توفيق، الأمير كمال الدين حسين وغيرهم. Page 130
محطة الزهراء للخيول العربية
- قسم تربية الحيوان بالجمعية الزراعية الملكية بدء في تربية الخيول العربية الأصيلة عام 1908 بتكليف رسمي. وقام بانتقاء أفضل الخيول المنحدرة من خيول عباس باشا الأول وذلك من الخديوي عباس باشا حلمي الثاني والأمير محمد علي توفيق والليدي آن بلنت وابنتها ليدى ونترورث. وقد جمعت هذه الخيول في مزرعة بهتيم.
- لتهيئة بيئة أشبه ما تكون بالطبيعية قامت الجمعية بشراء 60 فدانا بصحراء عين شمس شرقي القاهرة عام 1928. وسميت المزرعة بمحطة الزهراء.
- عام 1952 تم تحويل اسم الجمعية الزراعية الملكية إلى الهيئة الزراعية المصرية.

## في بلاد المغرب

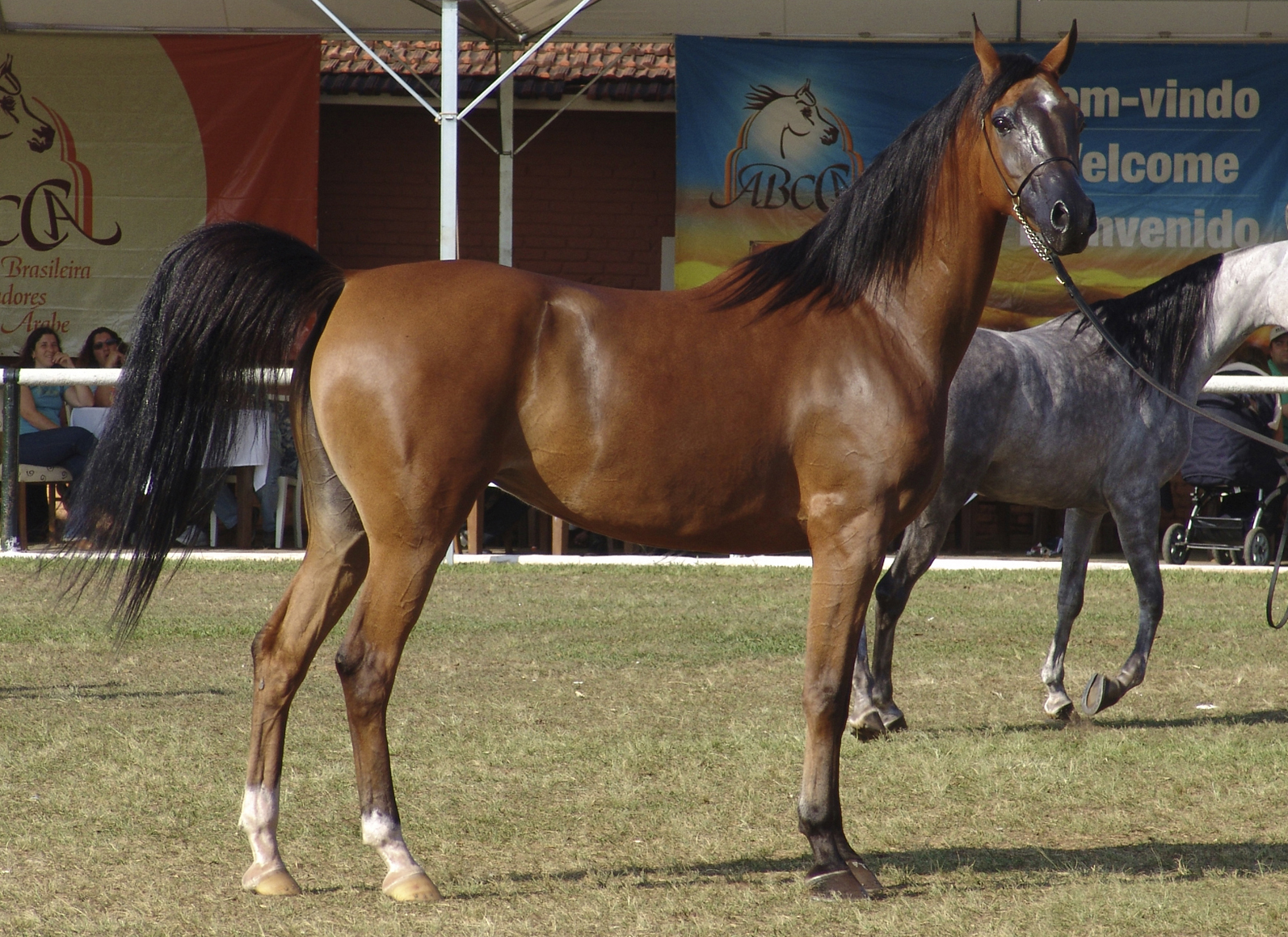
حصان عربي أصيل معروض في أحد مهرجانات الخيول، بساو باولو، البرازيل

دخلت الخيول العربية إلى المغرب مع الفتوحات الإسلامية، في القرن السابع الميلادي، كما وصلت إليه كذلك مع هجرات القبائل العربية إلى شمال أفريقيا خصوصا قبائل بني هلال وبني معقل وبني سليم. وقد اهتم المغاربة بهذه الخيول وطوروا تربيتها وشاركوا بها في الكثير من الحروب، وهي تعدّ خيول أساسية في مسابقات التبوريدة التي تعدّ جزء من التراث الشعبي المغربي منذ القرن 15 عشر، وقد قام المغاربة بتهجين الخيول العربية مع سلالة الخيول البربرية للحصول على سلالة أكثر قدرة على التحمل وذات بنية قوية. وهناك احتمال قوي بأن يكون الحصان جودولفين (كثيرا ما ينعث بجودولفين البربري) حصان هجين بين السلالتين، نظرا لكون مالكه الأصلي هو باي تونس الذي أهداه لملك فرنسا ولكون صفاته تشترك مع صفات الخيول البربرية أكثر من صفات الخيول العربية.

## الوصول إلى أوروبا
يرجح أن أول وصول للحصان العربي إلى أوروبا كان بطريق غير مباشر من خلال إسبانيا وفرنسا. وطريق آخر لوصول الحصان العربي إلى أوروبا من خلال المحاربين العائدين من الحملات الصليبية التي بدأت في عام 1095م، حيث ان من خلال هذه الحملات وصلت الجيوش الأوروبية إلى صحراء فلسطين وعاد الكثير من الفرسان بالخيول العربية التي حصلوا عليها من غنائم الحرب. وبنهاية عصر الفرسان وخيول الحرب الثقيلة المدرعة، استخدم الحصان العربي وأنساله لتكوين سلاح الفرسان لتكون خيوله أسرع، وأكثر رشاقة، وذات دروع خفيفة، واستمر هكذا الحال حتى القرن العشرين.
مصدر مهم آخر لوصول الحصان العربي إلى أوروبا حدث عندما أرسلت الدولة العثمانية 300,000 فارس إلى المجر عام 1522. إذ أن العديد من الفرسان الأتراك كانوا يمتطون خيولا عربية أصيلة. وفي عام 1529م وصل الجنود العثمانيون إلى فيينا، وهناك استطاعت الجيوش البولندية والمجرية إيقافهم وأسرت هذه الجيوش الخيول من الفرسان المهزومين. وبعض هذه الخيول قدمت إلى المزارع الأساسية في شرق أوروبا كمصدر للخيول العربية الأصيلة.

### برنامجا الاستيلاد: البولندي والروسي
مع تزايد أهمية سلاح الفرسان خفيف الحركة، امتازت الجيوش التي تملك خيولاً عربية عن غيرها من الجيوش، لِمَا تملكه هذه الخيول -ذات الدماء العربية- من خفة في حركة وقدرة على التحمل. لذلك قام العديد من الملوك بدعم مزارع الاستيلاد الضخمة التي توفر الخيول العربية للسلالات المحلية. أحد هذه الأمثلة المزرعة المَلَكيَّة في كنيزسنا - بولندا في عهد الملك زيجمونت الثاني أغسطس؛ والمثال الثاني هو المزرعة المَلَكية الروسية لإمبراطور روسيا بطرس الأكبر. 

امتلك مُرَبُّو الخيول العربية الأوربيون خيولاً أُخرى مباشرة من الصحراء أو من خلال المتاجرة مع العثمانيين.
في روسيا، امتلَكَ الكونت أليكسي أورلوف العديد من الخيول العربية، مِن ضِمنها الفحل سميتانكا والد الحصان أورلوف تروتر أسرع الخيول في أوروبا ذلك الحين (وُلِدَ الكونت في 1737 وتُوفي في 1807). زوَّدَ أورلوف الإمبراطورة كاثرين الكبرى بخيول عربية. وامتلكت الإمبراطورة 12 فحلاً أصيلاً و 10 فرسات عام 1772 م.
لاحقاً، وبزيادة الحاجة إلى استيلاد خيول عربية، قام اثنان من العائلة الملكية الروسية - الكونت ستروجانوف والبرنس ششرباتوف - بإنشاء مزرعة استيلاد عام 1889.

في بولندا. تم استيراد الخيول من المنطقة العربية بما في ذلك خيول الأمير هيرونيموس شانكوزيسكو (1743-1812) مُنشئ المزرعة سلاووتا. أول مزرعة خيول عربية تديرها الدولة تم إنشاؤها بمرسوم من الأمبراطور الروسي ألكسندر الأول عام 1817، تحت اسم جانوف بودلاسكي في القرية التي تحمل نفس الاسم. بحلول عام 1850 وصلت المزارع الكبرى في بولندا إلى مرحلة الرسوخ.

### وسط وشرق أوروبا
شهد القرن الثامن عشر الميلادي إنشاء معظم مزارع الخيول العربية الكبرى في أوروبا، المتخصصة في المحافظة على نقاء الخيول العربية. أنشأ البروسيون المزرعة الملكية عام 1732, كان الغرض الأولى لإنشائها هو تزويد الاسطبلات الملكية بالخيول العربية، لكن سرعان ما تم إنشاء العديد من المزارع الأخرى التي تخدم أغراضا أخرى، منها تزويد الجيش البروسي بالخيول العربية. برامج الاستيلاد هذه بدأت من خلال عمليات تهجين بين الحصان العربي والخيول المحلية. بحلول عام 1873 شعر المراقبون الإنجليز تفوق مطايا سلاح الفرسان البروسي من حيث التحمل مقارنة بمطايا الإنجليز. نسب المراقبون الإنجليز هذا التفوق إلى الأسلاف العربية للخيول.

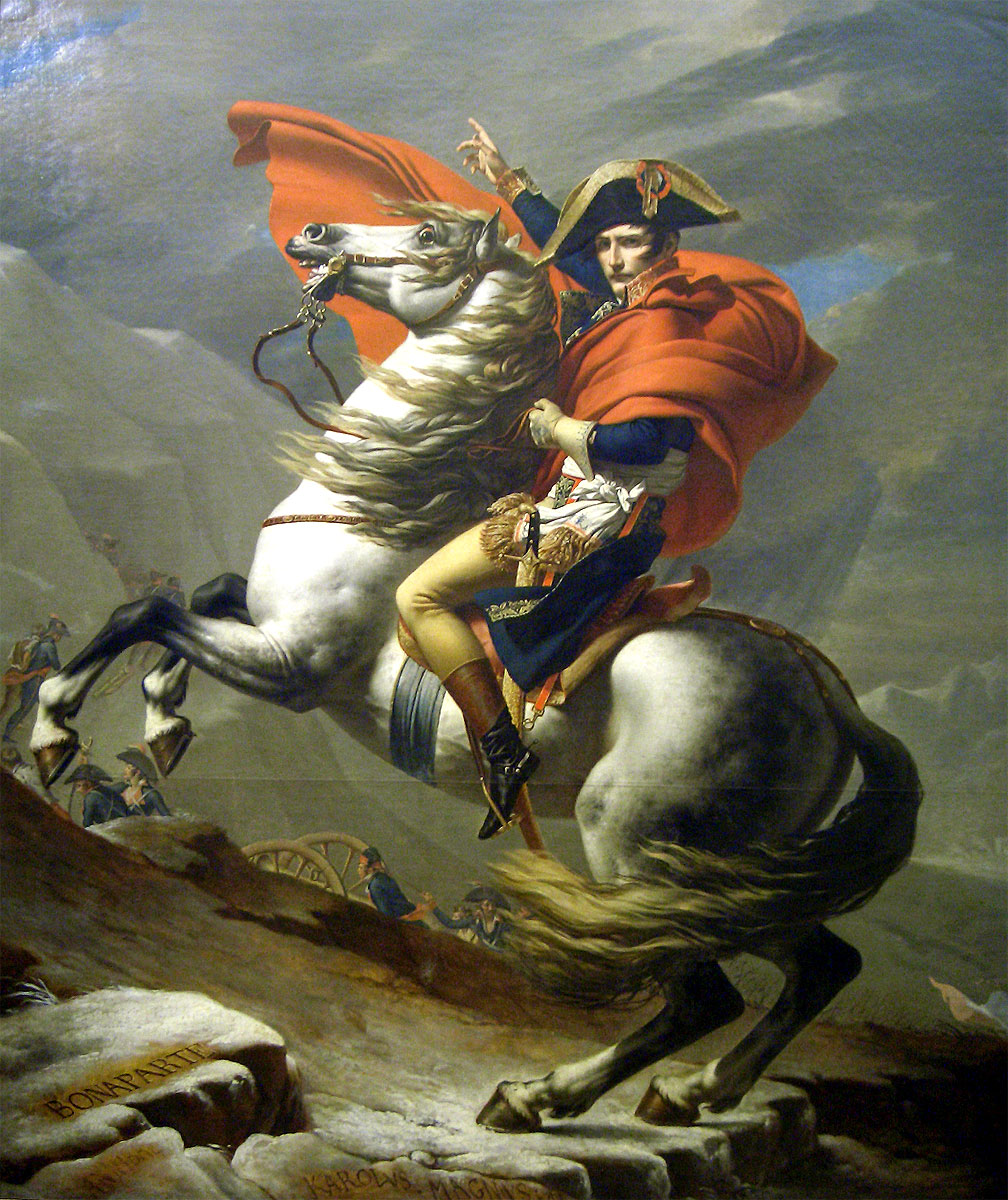
نابليون بونابرت على ظهر مارينجو

مزارع حكومية أخرى تشمل مزرعة بابلونا في المجر، التي جرى إنشائها عام 1789, ومزرعة فيل في ألمانيا (حاليا اسمها فيل-مارباخ أو مزرعة مارباخ) التي أنشأها الملك وليم الأول ملك فيتيمبرك عام 1817. الملك الإنجليزي جيمس الأول ملك إنجلترا استورد أول فحل عربي إلى إنجلترا عام 1616. كما أدخلت الخيول العربية في السباق الأوروبي لتربية الخيول، خاصة في إنجلترا من خلال الثلاثة خيول دارلي أرابيان، بيرلي تورك، جودولفين أرابيان والثلاثة فحول هم أساس سلالة ثوروبريد الحديثة. ملوك آخرين امتلكوا خيولا عربية كخيول خاصة في العادة. أحد أشهر الفحول العربية في أوروبا هو مارينجو، وقد كان الحصان الحربي الذي امتطاه نابليون بونابرت.
خلال القرن الثامن عشر الميلادي ازدادت الحاجة إلى الخيول العربية لتحسين السلالات الأوربية المحلية لخيول سلاح الفرسان للجيوش الأوربية، مما أوجد الحاجة إلى زيادة الرحلات إلى الشرق الأوسط. ملكة أسبانيا إيزابيل الثانية أرسلت ممثلين عنها إلى الصحراء العربية لشراء الخيول وبحلول عام 1847 تم إنشاء هيئة تسجيل. خليفة الملكة، الملك ألفونسو الثاني عشر، استورد خيولا أصيلة أخرى من دول أوربية أخرى. بحلول عام 1893 جرى إنشاء المزرعة الحكومية يوجادا ميليتار في قرطبة بأسبانيا لتربية كلا من الخيول العربية والأيبيرية. ظلت الجيوش مشاركة بشدة في عمليات استيراد وتربية الخيول العربية في أسبانيا بشكل جيد حتى بدايات القرن العشرين، ولا تزال مزرعة يوجادا ميليتار موجودة حتى عصرنا هذا.

هذه الفترة شهدت أيضا فترة من السفريات المعتبرة إلى الشرق الأوسط من قبل المواطينين الأوربيين وبشكل طفيف النبلاء، وخلال هذه السفريات، لاحظ عدد من المرتحلين أن الحصان العربي كسلالة نقية أصيلة مهددة بسبب الأشكال الحديثة للحرب، زواج الأقارب، والمشاكل الأخرى تسببت بنقص أعداد الخيول المملوكة للبدو بشكل متسارع.
عند نهاية القرن التاسع عشر، بدأ بعيدو النظر بشكل جدى العمل على جمع أفضل الخيول العربية الأصيلة قدر ما أمكنهم من أجل الحفاظ على نقاء وأصالة الحصان العربي للأجيال القادمة. أشهر الأمثلة علي ذلك هي الليدي آن بلنت ابنة آدا لوفلايس وحفيدة البارون بايرون السادس

### مزرعة كرابت بارك

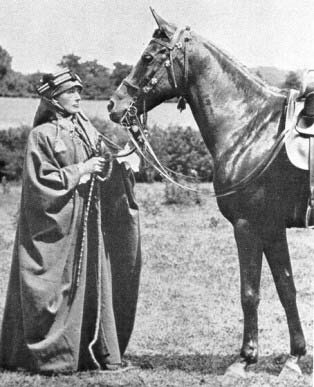
الليدي آن بلنت

لعل أشهر نجاح لعمليات تربية الخيول العربية في أوروبا تعود إلى مزرعة كرابت بارك بإنجلترا، والتي أنشئت في عام 1878. والبداية كانت عام 1877, عندما قام ويلفريد سكاوين بلنت والليدي آن بلنت بزيارات متعددة إلى منطقة الشرق الأوسط، ومنها زيارات إلى مزرعة علي باشا شريف في مصر والمناطق البدوية في نجد، ومن خلال الزيارات قاما بتجميع أفضل ما وجدا من خيول عربية ونقلها إلى إنجلترا. وأشترت الليدي آن مزرعة الشيخ عبيد وحافظت عليها وهي تقع بالقرب من القاهرة، في مصر. وعند وفاة الليدي آن عام 1917، كانت وريثتها الشرعية ابنة أسرة بلنت -جوديث، بارونة وينتوورث- ولقد كانت هي وريثة لقب بارونة ونتوورث وورثت أيضا نصيب والدتها من الممتلكات. واستحوذت الابنة على باقي مزرعة كرابت بعد معركة قانونية طويلة مع والدها، ويلفورد. ليدي ونتوورث حيث وسعت المزرعة، وأضافت خيول عربية أصيلة جديدة، كما صدرت الخيول العربية إلى العالم. وعند وفاتها عام 1957 انتقلت المزرعة إلى مديرها سيسيل كوفي الذي قام بإدارتها حتى عام 1971 حيث تم إنشاء طريق سريع في نطاق المزرعة مما أجبره على بيع المزرعة وتشتيت الخيول.

## التواجد في أمريكا
منذ العصر الجليدي لم تصل الخيول إلى البر الأمريكي إلى أن وصل المستكشفون الأسبان - الكونكيستدور. ولقد جلب المستكشف هرنان كورتيس معه 16 حصانا ذوي أصول أندلسية وبربرية وعربية إلى المكسيك عام 1516م. تبعه آخرون مثل فرانسيسكو فاسكيز دي كورونادو الذي جلب معه 250 حصانا من ذات السلالات عام 1540م. ثم وصلت خيول أخرى في كل وصول للكونكيستدور والمبشرين والمستوطنين. والخيول العديدة التي هربت أو سرقت أصبحت هي الآباء المؤسسة للحصان الأمريكي الموستانج.

### الاستيراد المبكر
واستوردت المستعمرات الإنجليزية الخيول العربية إلى الساحل الشرقي لأمريكا. ومن أحد الأمثلة هو ناثانيل هاريسون الذي جلب حصانا عربيا، بربريا، من تركيا عام 1747. وأحد الخيول الرئيسية التي كان جورج واشنطن يستخدمها أثناء حرب الاستقلال الأمريكية هو حصان رمادي نصف-عربي اسمه «بلوسكن»، مولود من قبل الفحل «رانجر» المعروف أيضا باسم «ليندساي أرابيان»، الذي يقال أنه حصل عليه من سلطان المغرب. كما يرتبط رؤساء آخرون بامتلاكهم لخيول عربية. عام 1840م أهدى سلطان عمان حصانين عربيين إلى الرئيس الأمريكي مارتن فان بيورين. أما الرئيس يوليسيس جرانت فقد حصل من سلطان تركيا على الحصان العربي «ليوبارد» والحصان البربري «ليندين تري» عام 1877م. «ليوبارد» هو الحصان الوحيد من الخيول السابق ذكرها الذي خلف سلالة نقية في أمريكا. وفي عام 1888م استورد «راندولف هنتنغتون» الفرس العربية «نعومي»، والتي زاوج بينها وبين «ليوبارد»، ونتج عن تزاوجهما الحصان «أنازاه» وهو نسل نقي الأصل والوحيد من الفرس «ليوبارد». و«أنازاه» أنجبت ثمانية مهور عربية أصيلة، أربعة منهم لايزالون يظهرون في أنسال الخيول إلى اليوم. 

«أ.كين ريتشارد» يعرف بأنه أول أمريكي يقوم بتربية الخيول العربية خصيصا. قام ريتشارد برحلتين إلى الصحراء عامي 1853 و 1856 للحصول على سلالات للتربية، وهجنها مع خيول ثوروبريد وأيضا استيلاد وتربية خيول عربية أصيلة. وللأسف فإن خيوله قد فقدت أثناء الحرب الأهلية الأمريكية ولا يعرف لها أحفاد صريحة النسب اليوم.

### تطور تربية الخيول الأصيلة في أمريكا

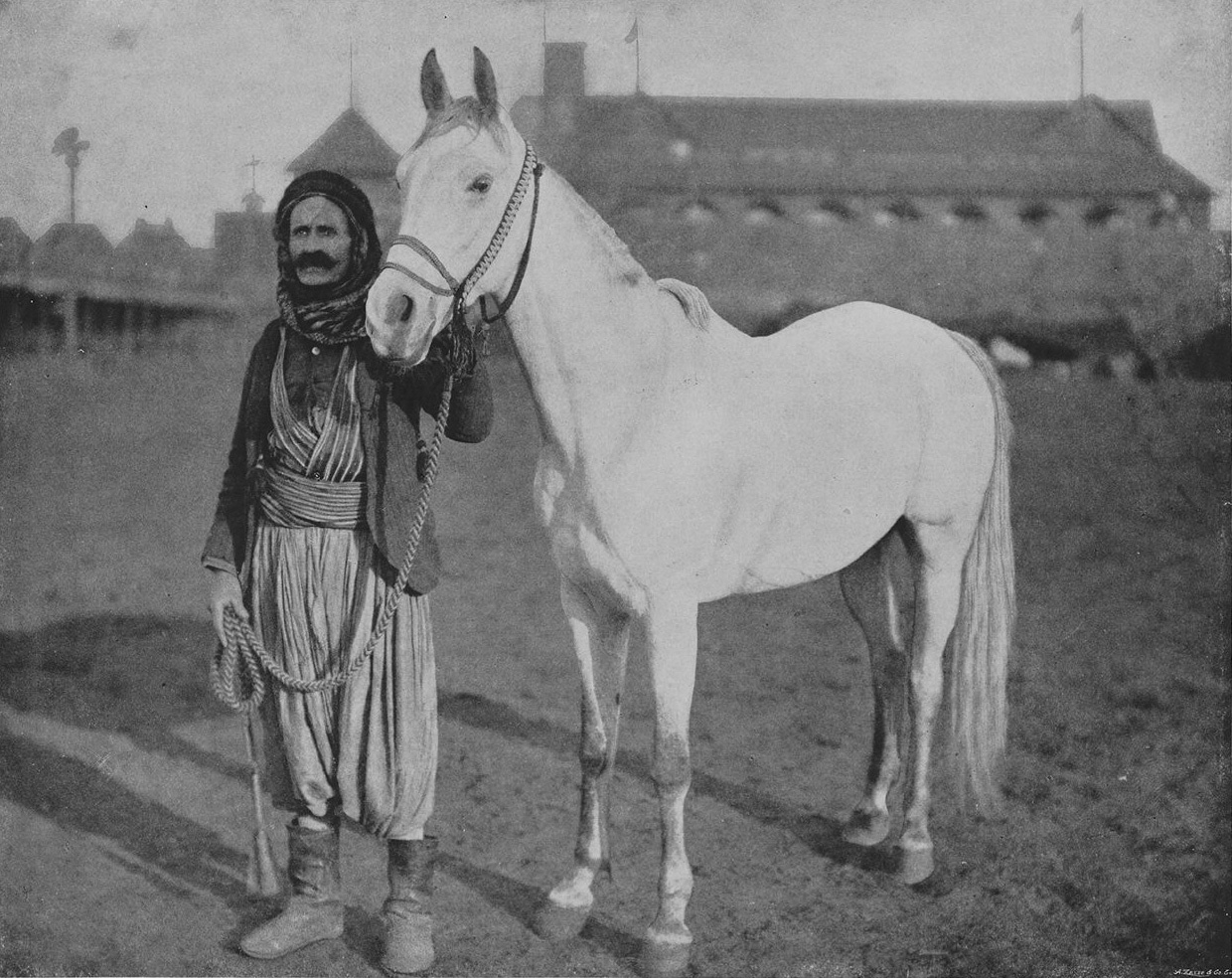
رجل سوري بصحبة حصان عربي في عام 1893م

في عام 1893م قامت جمعية هميدي باستيراد 45 حصانا عربيا مما يعرف الآن بسوريا خلال المعرض العالمي في شيكاغو. بعض هذه الخيول بقى في الولايات المتحدة وحظى باهتمام المربيين الأمريكيين، والذين سافروا للخارج للحصول على المزيد. وبحلول عام 1908م أنشيء مكتب تسجيل الخيول العربية في أمريكا مسجلا 71 حصانا. وفي عام 1994م سجل المكتب وصول العدد إلى الرقم نصف مليون. وحاليا يبلغ عدد الخيول العربية المسجلة في شمال أمريكا وحدها ما يزيد عن العدد الإجمالي المسجل في العالم بأجمعه.

ولقد تمت عمليات استيراد كبرى إلى الولايات المتحدة من خلال المربيين أنفسهم مثل «هومر دافنبورت» و«بيتر برادلي» من مزرعة هينهم الذي أشترى العديد من الخيول مباشرة من البدو عام 1906م. و«سبنسر بوردن» من مزرعة انترلاكن قام أيضا بعمليات استيراد في الفترة ما بين عامي 1898 و 1911م. أما «دبليو.آر. براون» من مزرعة مينسبرو والذي اهتم بالخيول العربية كخيول لسلاح الفرسان، فقد قام باستيراد العديد من الخيول العربية على مدي عدد من السنوات بدءا من عام 1918م. وهنالك موجة استيراد أخرى كانت في فترة عشرينيات وثلاثينيات القرن العشرين عندما قام المربون - أمثال «كيلوج» و«هنري ببسون» و«روجر سلبي» و«جيمس دربر» وآخرون - بالاستيراد من مزرعة كاربوت بارك في إنجلترا ومن بولندا وأسبانيا ومصر كذلك. تربية الخيول العربية حصلت على تعزز من خلال خدمة ركائب الجيش الأمريكي، والتي ساعدت في نشر الخيول العربية الأصيلة من خلال توفير الفحول الأصيلة في مزارع الاستيلاد الحكومية مقابل أسعار زهيدة. 

العديد من الخيول العربية - خاصة البولندية المنشأ والتربية- تم الحصول عليها من ألمانيا النازية وتم تصديرها إلى الولايات المتحدة بنهاية الحرب العالمية الثانية. عمليات استيراد أخرى من مزرعة كاربوت بارك تمت بعد وفاة بارونة ويندوورث. بعد أن خفت توترات الحرب الباردة، العديد من الخيول تم استيرادها من بولندا ومصر. في أواخر سبعينيات القرن العشرين، وبعد حل القضايا السياسية المتعلقة بلوائح الاستيراد وحقوق التسجيل، تم استيراد أعداد كبيرة من الخيول العربية من كل من إسبانيا وروسيا.

## التواجد في أستراليا

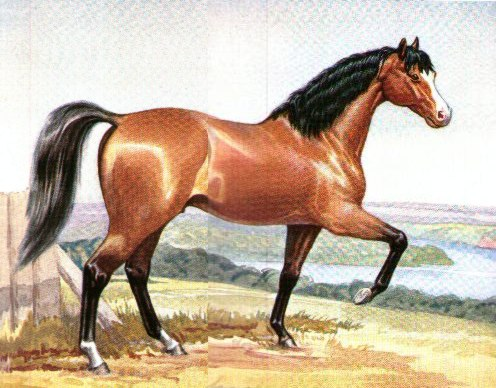
الحصان هيكتور "هيكتور الكبير"

تم استقدام الخيول العربية إلى أستراليا منذ البدايات الأولى للاستعمار الأوربي لأستراليا. الخيول الأولى التي تم استيرادها كانت عبارة عن خيول عربية أصيلة والخيول الأسبانية الصغيرة «جانيت» من منطقة أندلوسيا. العديد من الخيول العربية تم استقدامها أيضا من الهند. بناء على السجلات المختصة بوصف الخيول العربية والفارسية، فإن أولى الخيول العربية التي تم استيرادها إلى أستراليا في جماعات كان بين عامي 1788 و 1802 م. عام 1803 م قام التاجر «روبرت كامبل» باستيراد الفحل العربي كستنائي اللون «هيكتور» من الهند. يقال أن هيكتور تعود ملكيته إلى آرثر ويلزلي الذي أصبح لاحقا دوق ولنغتون. عام 1804 م وصل حصانان عربيان آخران من الهند إلى تاسمانيا، أحد هاذان الحصانان هو «وليم الأبيض» أب أول مهر عربي أصيل يولد في أستراليا وهو المهر «ديرونت». 

خلال القرن التاسع عشر الميلادي وصل العديد من الخيول العربية إلى أستراليا. أغلب هذه الخيول استخدمت لإنتاج خيول هجينة ولم تترك أنسال أصيلة تذكر. أولى عمليات الاستيراد المهمة التي تركت أثرا في السجلات والتي لا يزال يظهر أنسال أبناؤها في الخيول العربية المعاصرة ترجع إلى «جيمس بوكوت», والذي قام عام 1891 باستيراد العديد من الخيول العربية من مزرعة كرابت في إنجلترا من مالكيها وليفريد والليدي آن بلنت. استخدمت الخيول العربية الأصيلة لتحسين خيول السباق وبعضهم أصبح مشهورا جدا على هذا النحو. حوالي 100 (مئة) أب فرس عربي يظهرون في سجلات الخيول الأسترالية (الخاص بخيول السباق ثوروبريد). انضمت القوات المسلحة أيضا في عمليات تربية الخيول من أجل سلاح الفرسان، خاصة في فترة الحرب العالمية الأولى. الخيول العربية أضحت جزءا من الآباء المكونين للعديد من السلالات التي تعدّ أسترالية خالصة، ومنها البوني الأسترالي، وخيول وايلر، وسلالة الخيول الأسترالية.

### خلال القرنين العشرين والحادي والعشرين
في بدايات القرن العشرين وصلت خيول عربية أخرى إلى أستراليا، أغلبها من سلالات مزرعة كرابت الإنجليزية. أول الخيول العربية من السلالات البولندية وصل عام 1966 م أما السلالات المصرية فأول ظهور لها يعود لعام 1970 م. الخيول العربية من مختلف بقاع العالم تتالت بعد ذلك إلى أستراليا. اليوم مكتب تسجيل الخيول العربية الأسترالي يعد ثاني أكبر المكاتب عالميا بعد الولايات المتحدة الأمريكية.

## التأثير على السلالات الأخرى
بسبب قوة التأثير الجيني للخيول العربية، لعبت الأسلاف العربية دورا في تطوير كل سلالات الخيول الخفيفة الحديثة تقريبا. تشمل هذه السلالات: خيول ثوروبريد وأورلوف تروتر، ومورجان، وسادلبريد الأمريكية وخيول أمريكان كوارتر، والخيول العربية البربرية وسلالات خيول الدم الدافئ مثل تراكنر. كما ساهمت السلالات العربية في تطوير خيول بوني الويلزية، وسلالة الخيول الأسترالية، وخيول برشيرون الثقيلة، والأبالوزا، وخيول كولورادو ريونجر.

## الاستخدامات
الخيول العربية هي خيول متعددة الاستخدامات تتنافس في العديد من سباقات الفروسية، مثل: سباقات الخيول وعروض الخيول ومختلف العروض المختصة بأساليب الركوب، وسباقات التحمل، وقفز الحواجز والفروسية وغيرها الكثير. أما بالنسبة لغير المهتمين بالسباقات فيستخدمونه من أجل الاستمتاع بركوب الخيل أو كخيل مزرعة.

### المسابقات
تهيمن الخيول العربية على سباقات التحمل بسبب قدرتها على التحمل، حيث أنها السلالة ذات السبق في سباقات مثل كأس تيفيز والتي تغطي مسافة تصل إلى 100 ميل (160 كم) في اليوم. كما تشارك الخيول العربية في مسابقات الاتحاد الدولي للفروسية بما فيها مسابقات الفروسية العالمية، بالإضافة لمشاركتها في أقوى سلسلة سباقات حول العالم وهي سباقات كأس رئيس الدولة للخيول العربية الأصيلة.